# ارگ آبترش
ارگ آبترش مربوط به دوره قاجار است و در شهرستان سربیشه، بخش مرکزی، دهستان مؤمن آباد، روستای آبترش واقع شده و این اثر در تاریخ ۱۸ شهریور ۱۳۸۷ با شمارهٔ ثبت ۲۳۲۴۶ به‌عنوان یکی از آثار ملی ایران به ثبت رسیده است.